# Samoa Americana nos Jogos Olímpicos de Verão de 1992
A Samoa Americana competiu nos Jogos Olímpicos de Verão de 1992 em Barcelona, Espanha.

## Resultados por Evento

### Boxe
- Mikaele Masoe

### Halterofilismo
- Eric Brown

## Ligações Externas
- Official Olympic Reports